# HHA Typ T
Die einteiligen Elektrotriebwagen HHA Typ T waren die ersten Fahrzeuge der Hamburger Hochbahn AG (HHA) für das normalspurige Netz der neu entstehenden U-Bahn. Die mit 750-Volt-Gleichstrom betriebenen vierachsigen Einheiten wurden ab dem 1. März 1912 betrieblich eingesetzt und prägten das Bild der Hochbahn bis zum Zweiten Weltkrieg. Bis 1929 hatte die HHA 13 Lieferserien mit insgesamt 383 dieser Triebwagen von 12,8 Meter Länge (gemessen über Kupplung) erhalten. Die im 2. Weltkrieg zerstörten und danach neu aufgebauten Fahrzeuge wurden noch als TU1 und TU2 bis Anfang 1970 benötigt und dann ausgemustert. Museal sind noch vier Fahrzeuge erhalten.

## Lieferserien 1 bis 13

### Beschaffung und Wageneinsatz

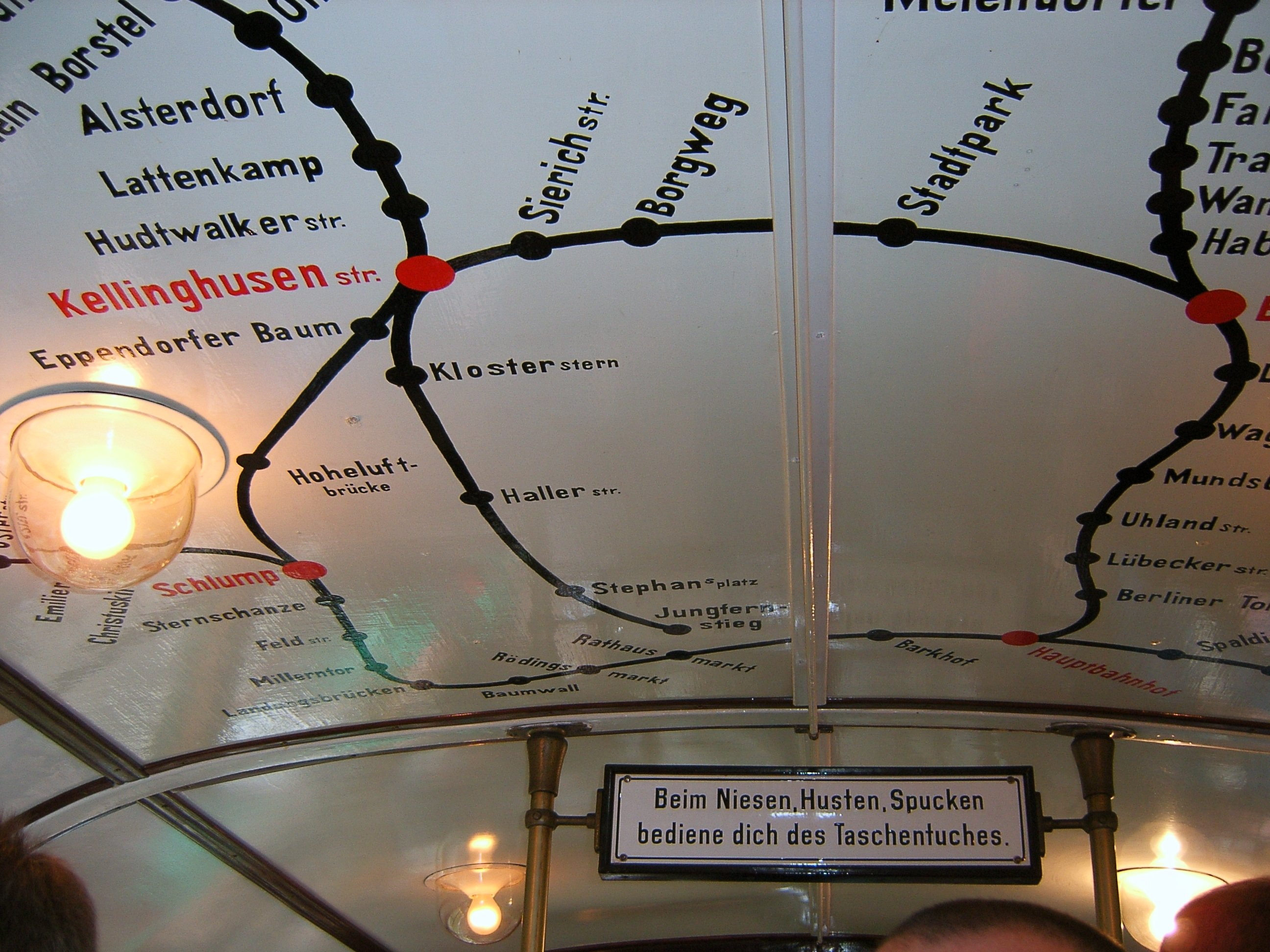
Die Ringlinie als Deckenplan im historischen Wagen

Für das U-Bahn-Konzept mit der Ringlinie Barmbeck waren 80 Triebwagen vom Typ T bei verschiedenen Herstellern bestellt worden. Die Auslieferung der ersten Serie begann 1911, sodass im Herbst der Probebetrieb gestartet werden konnte. Nach dem offiziellen Betriebsstart am 1. März 1912 waren bis Ende Juni 1912 alle Fahrzeuge vollständig ausgeliefert. Gleichzeitig waren auch die Bauarbeiten für die 17,5 km lange Ringlinie beendet, sodass diese mit ihren 23 Haltestellen fahrplanmäßig befahren werden konnte.
Mit dem Anwachsen der Fahrgastzahlen und dem weiteren Ausbau des Netzes beschaffte die HHA bis 1917 noch vier Lieferserien mit zusammen 100 weiteren Triebwagen. Die insgesamt 180 Fahrzeuge fuhren auf der Ringlinie tagsüber im Abstand von fünf Minuten, während die ergänzenden Zweiglinien alle zehn Minuten bedient wurden. Durch die Verbindung der beiden Zweige nach Westen und Osten gab es 1918 auf dem Ring zwischen Schlump und Hauptbahnhof eine Zugfolge von 2½ Minuten.
Im Prinzip war jeder Triebwagen für sich alleine fahrfähig. Dies wurde in Zeiten schwacher Auslastung auf den Zweigstrecken in die Außenbezirke betrieblich genutzt. Ansonsten liefen als kleinste Einheit 2-Wagen-Züge, die an den hinteren Enden zusammengekuppelt waren. Bei Bedarf wurden die Züge um einzelne Fahrzeuge verstärkt. Auf der Ringlinie konnte aber wegen der 60 Meter langen Bahnsteige lange Zeit nur ein 4-Wagen-Zug verkehren. Mitte der 1920er Jahre erkannte man die Notwendigkeit zur Verstärkung der Züge, wozu aber die Bahnsteige auf 90 Meter verlängert werden mussten. Die Arbeiten dazu waren 1928 beendet, sodass fortan ein Verkehr mit sechs Wagen möglich wurde. Für die Betriebserweiterung auf der heutigen Linie U1 hatte man schon die Verlängerung der Bahnsteige auf 120 Meter vorgesehen, um 8-Wagen-Züge zu fahren. Zur Abdeckung des Betriebsbedarfs kamen bis 1929 mit acht Lieferserien (Nr. 6 bis 13) weitere 203 Fahrzeuge nach Hamburg. Mit diesem Wagenpark von 383 Triebwagen wurde das Netz der U-Bahn bis in die 1940er Jahre befahren.

### Konstruktion und Technik

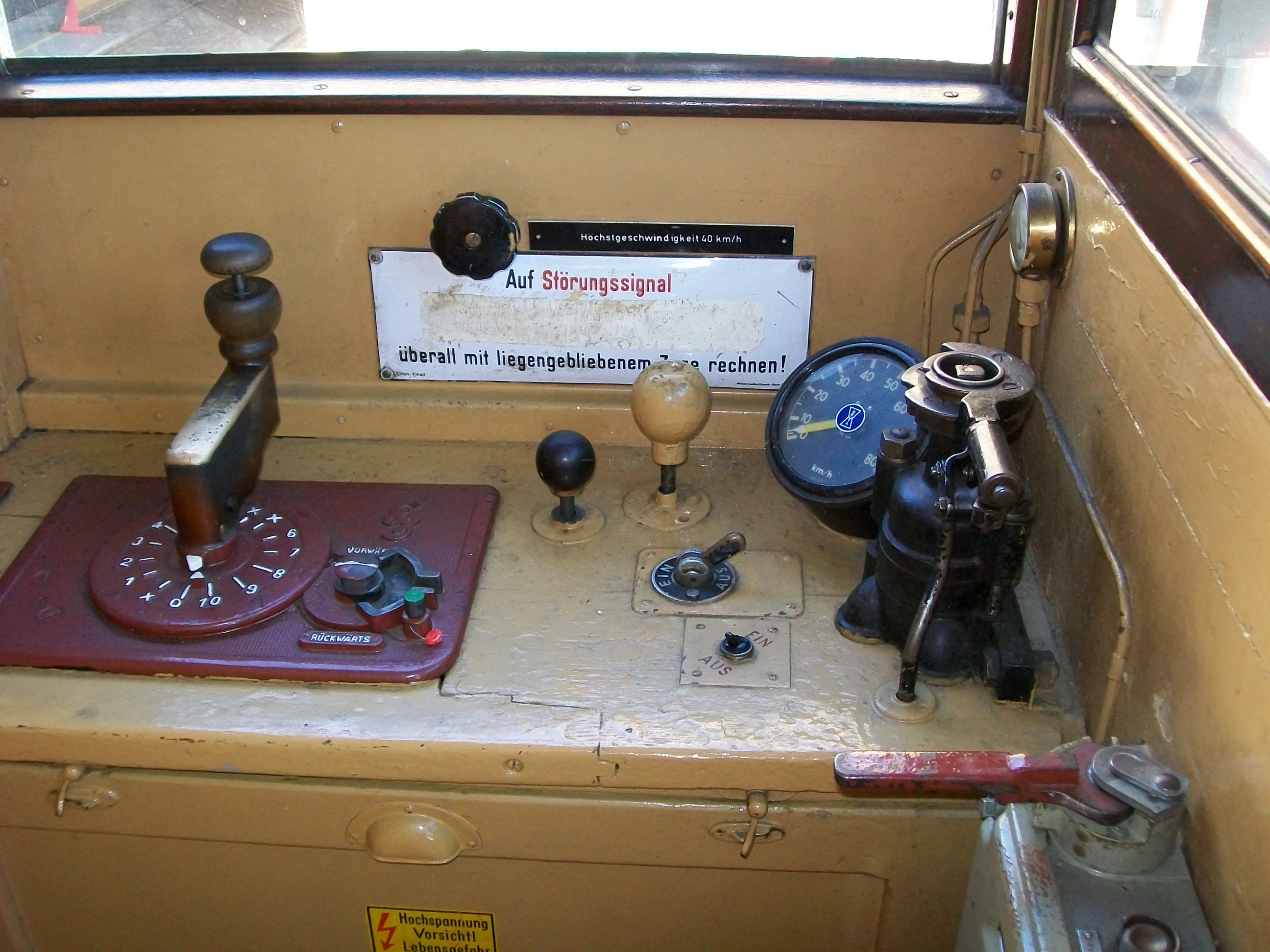
Führerstand

Die Konstruktion der T-Wagen ähnelten denjenigen der Berliner Kleinprofilserie der Baureihe A, die beim gleichen Hersteller, den Fahrzeugwerkstätten Falkenried, gebaut worden waren. Ein genieteter Stahlrahmen aus 300 mm hohen U-Profilen bildete das Grundgerüst, mit dem die Drehgestelle über Drehzapfen verbunden waren. Die beiden Drehgestelle besaßen jeweils einen gekapselten Elektromotor von Siemens (74 kW) oder AEG (81 kW) und damit die Achsfolge (A1)(1A). Mit dem kurbelbetätigten 10-stufigen Fahrschalter konnten die T-Wagen eine maximale Geschwindigkeit von 60 km/h erreichen. Als Bremsen waren wie bei der Berliner U-Bahn Siemens Zweikammerbremsen verbaut. Zur Bildung der Triebzüge hatten die Triebwagen Mittelpuffer-Bolzenkupplungen, wobei die Bremsluft- und Steuerstromleitungen einzeln von Hand aufgelegt werden mussten.
In den 1920er Jahren wurden technische Verbesserungen an den Fahrzeugen eingeführt. Die Pufferbohle erhielt dabei ein Profil mit quer liegenden Rippen, damit bei Aufprall eines Fahrzeugs das Aufklettern verhindert werden konnte. Mit der neu entwickelte Scharfenbergkupplung, auf die alle Fahrzeuge umgerüstet wurden, konnten sämtliche Kabel und Schläuche an den Wagenenden entfallen, da die automatische Kupplung gleichzeitig die Verbindung der Luft- und Stromleitungen herstellte. Das Lösen der Kupplung erfolgte von der Seite aus durch einen Seilzug. Die zweite Veränderung betraf die Bremsen, die durch die indirekte, selbsttätige und mehrlösige Druckluftbremsen der Bauart Knorr-Lambertsen ersetzt wurden. Diese auf die Radreifen wirkende Klotzbremse aus Grauguss wurde über ein Gestänge von einem zentralen Bremszylinder ausgelöst. Jeder Wagen besaß dafür eine eigene Kompressoranlage, die auch die Luftpfeife versorgte. Als Nachteil fielen pro Wagen und Jahr etwa 750 kg Gusseisenstaub an, der sich auf das Gleisbett niederlegte. Mit der 12. Serie wurden die Drehgestelle verbessert und nun in Blechrahmenbauart ausgeführt, bei denen die Tragfedern über den Achslagern angeordnet waren. Ein Teil der Radsätze erhielt Vollscheibenräder anstelle der bisherigen Speichenräder. Entsprechende Umbauten erhielten nachträglich die Serien der 9. bis 11. Lieferung.

### Wagenkasten
Auf dem Grundrahmen war der rechteckige Wagenkasten von 2,56 Meter Breite aufgebaut. Er bestand aus einem Eichenholzgerippe mit einer Außenhaut aus Stahlblech und einem Tonnendach aus imprägniertem Segeltuch. In der Regelausführung befand sich nur an einem Ende ein Führerstand; nur wenige Fahrzeuge für den Solowageneinsatz in die Außenbezirke hatten solche auch beidseitig.
In der Mitte über jedem Drehgestell waren auf jeder Seite einflügelige Schiebetüren, die bei Öffnung in Türtaschen liefen. Die Fenster waren bis auf halbe Wagenkastenhöhe heruntergezogen. Dagegen waren die Fenster an den Wagenenden kleiner und sehr hoch angeordnet, sodass der Fahrer stehen musste. Der Führerstand lag auf der rechten Seite und das linke Fenster war dem Zugbegleiter vorbehalten, der die Kontrolle und Abfertigung am Bahnsteig mit der Türschließung vornahm und überwachte. Für beide befanden sich Klappsitze an ihren Plätzen. Im Innern der Triebwagen gab es für die Fahrgäste insgesamt 34 Sitzplätze auf Zweier- und Dreierbänken. Als Stehplätze waren 98 ausgewiesen, die aber auf Grundlage von 8 Personen pro Quadratmeter berechnet waren! Bis 1920 gab es noch die 2. Klasse mit gepolsterten Sitzen. Danach war die Klasseneinteilung aufgehoben und es gab nur noch Holzbänke.
Der Wagenkasten war anfänglich für die obere Wagenhälfte cremefarben bzw. beige. Zur Erkennung der Wagenklasse war bei der 3. Klasse die untere Hälfte gelb und in der 2. Klasse rot. Während des Ersten Weltkriegs kam für die obere Hälfte die Farbe dunkelgrün in Gebrauch. Dieses grün blieb auch nach der Abschaffung der Klasseneinteilung, wobei das rot 'unten' durch gelb ersetzt wurde. Zierlinien lockerten die Farbflächen auf.

## Lieferserien 14 und 15
Zur Erprobung von neuer Technik gab die HHA 1937 an vier Waggonfabriken den Auftrag zur Lieferung von jeweils einem Probetriebwagen. Diese 14. Serie kam 1940 zur Auslieferung und bestand aus Zweirichtungswagen in Ganzstahlbauweise mit einer Wagenkastenlänge von 13,4 Meter. Damit waren sie um 1,3 Meter länger als die Wagen der ersten Serie, weshalb die Breite um 20 Millimeter reduziert werden musste. Der Fahrer hatte nun seinen Platz zwar in der Mitte aber nur eine Kabine von 1,2 m Breite zur Verfügung. Seitlich waren links und rechts Nischen für den Zugbegleiter vorgesehen, der jeweils über eine schmale Schiebetür von außen erreichbar waren. Die Stirnfront zeigte dem entsprechend drei Fenster, die aber immer noch so klein waren, dass die beiden stehen mussten. Für die Fahrtzielanzeige verfügten die vier Neubauten erstmals eine Rollbandanzeige über dem Fahrerfenster anstelle der Steckschilder an der Front.
Auffällig war ein Oberlichtaufsatz im Dach, der zur besseren Entlüftung sorgen sollte. Die anfänglichen Polstersitze wurden später durch Holzbänke ersetzt. Beim 1946 erfolgten Rückbau der zweiten Führerstände konnte eine weitere Quersitzbank eingebaut werden, wobei die rückwärtigen Fenster verschlossen wurden. Zur Beschleunigung des Fahrgastwechsels hatte man Doppelschiebetüren vorgesehen, wobei Gummiwulstleisten an den Innenkanten Verletzungen verhindern sollten. Da das bisherige Türschließen durch das Bahnsteig- und Zugpersonal häufig zu viel Zeit in Anspruch nahm, hatte man versuchsweise eine pneumatische Türschließvorrichtung eingebaut, die vom Führerstand aus für alle Türen gleichzeitig ausgelöst werden konnte. Der Fußboden hatte weiterhin 25 Zentimeter Höhe über Bahnsteigoberkante.
Die Triebwagen verfügten erstmals über einen Allachsantrieb (Achsfolge Bo'Bo') mit vier 65 kW-Motoren, um eine größere Beschleunigung zu erzielen. Die elektrische Ausrüstung war für eine Geschwindigkeit von 80 km/h ausgelegt, die aber auch den kombinierten Betrieb mit den langsameren, alten Wagen ermöglichen sollte. Versuchsweise wurde ein Feinstufenschaltwerk eingebaut, mit dem ein sanfteres Fahren mit ruckfreiem Anfahren und stoßfreiem Bremsen möglich wurde. Durch das zusätzliche elektrische Bremsen konnte beim Testfahrzeug der Bremsweg von 120 auf 90 Meter verkürzt werden.
Von den gelieferten Fahrzeugen waren nur zwei ab 1940 betrieblich nutzbar. Für die zwei weiteren fehlte die elektrische Ausrüstung, die erst 1946 eingebaut werden konnte. Die vier Triebwagen liefen im normalen Betrieb mit und wurden in den 1960er Jahren ausgemustert.
Mit betrieblichen Erfahrungen ging die HHA zusammen mit einem der Lieferanten (WUMAG Görlitz) an die Überarbeitung des Wagenentwurfs. Daraus ging eine Bestellung einer 15. Lieferserie über 10 Probewagen hervor, die 1944/45 in Hamburg eintrafen. Gegenüber den vier Vorgängerwagen verfügten die neuen Fahrzeuge nur über einen Führerstand. Die rückwärtigen Enden waren stumpf ausgebildet, denn die Wagen sollten im Zweierverband als Doppeltriebwagen eingesetzt werden. Rückseite an Rückseite mit nur 200 mm lichtem Abstand wurden sie kurz gekuppelt und wiesen daher keinen Kletterschutz an der Pufferbohle auf. Nur an der Fahrerenden gab es eine Scharfenbergkupplung. Die Wagenfront mit einer gleichförmigen Rundung der Stirnwand hatte weiterhin drei Fenster, die nun wie die Seitenfenster bis auf halbe Wagenkastenhöhe heruntergezogen waren. Dadurch fanden Fahrer und Begleiter im Sitzen fahrend gute Sichtverhältnisse vor. Der Führerstand nahm fast die ganze Wagenbreite ein, wodurch dem Zugbegleiter auf der linken Seite nur eine schmale Nische mit einfacher Schiebetür blieb. Der Wagenkasten mit 13,4 Meter Länge hatte nur geringe Änderungen gegenüber der 14. Serie erfahren. Die farbliche Gestaltung hatte man analog zu den Hamburger Straßenbahnwagen vorgenommen und den Aufbau unten rot und oben créme-gelb lackiert.
Technische Veränderungen betrafen hauptsächlich das Antriebskonzept als Doppeltriebwagen. Pro Drehgestell war nur noch ein Gleichstrommotor von 74 kW eingebaut, woraus sich die Achsfolge (A1)(1A) ableitet. Dies Prinzip kam in den 1950er Jahren für die Folgegeneration mit den DT1 ebenfalls zur Anwendung.

## Die Umbauwagen TU1 und TU2

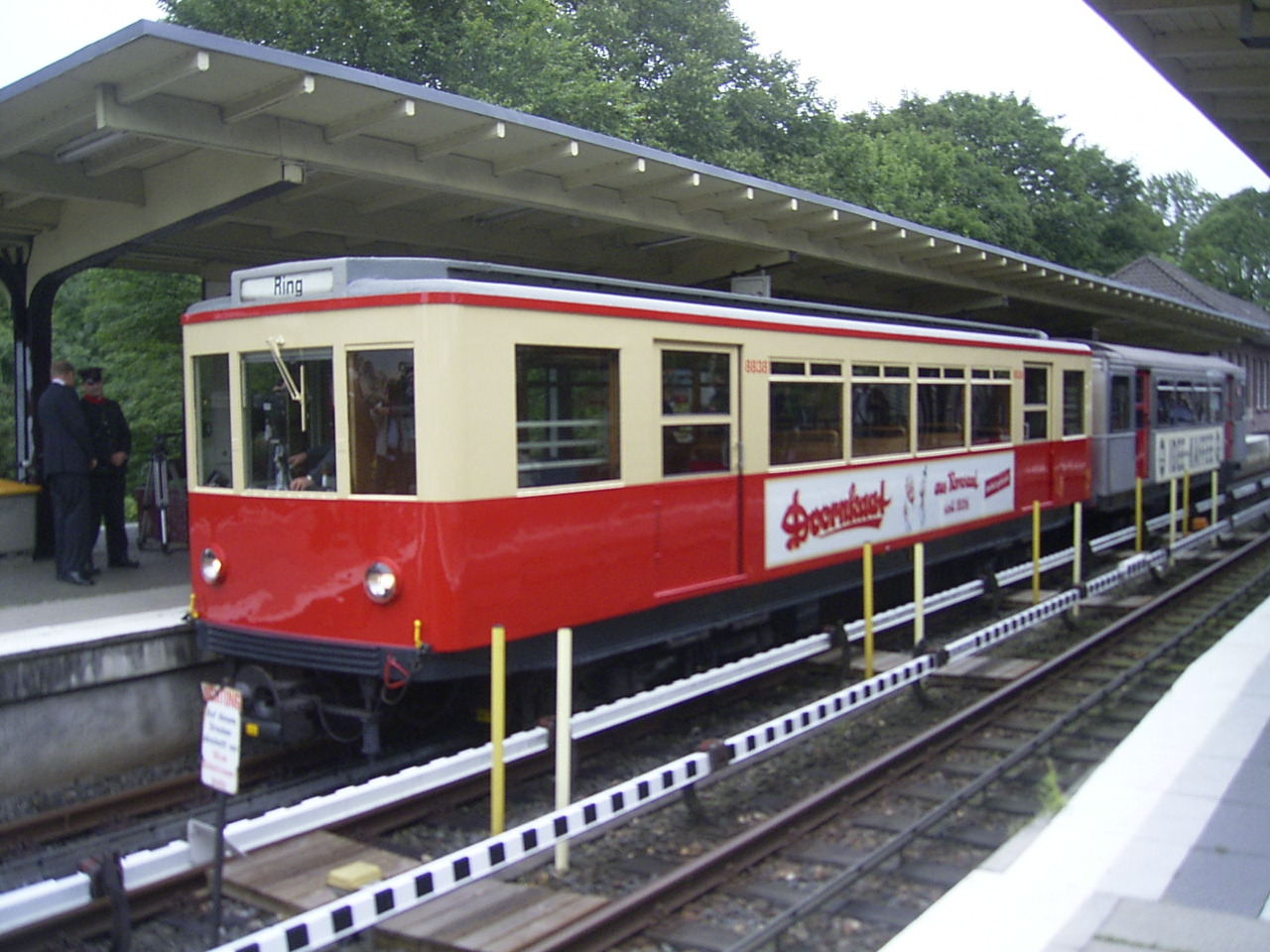
Umbauwagen TU1

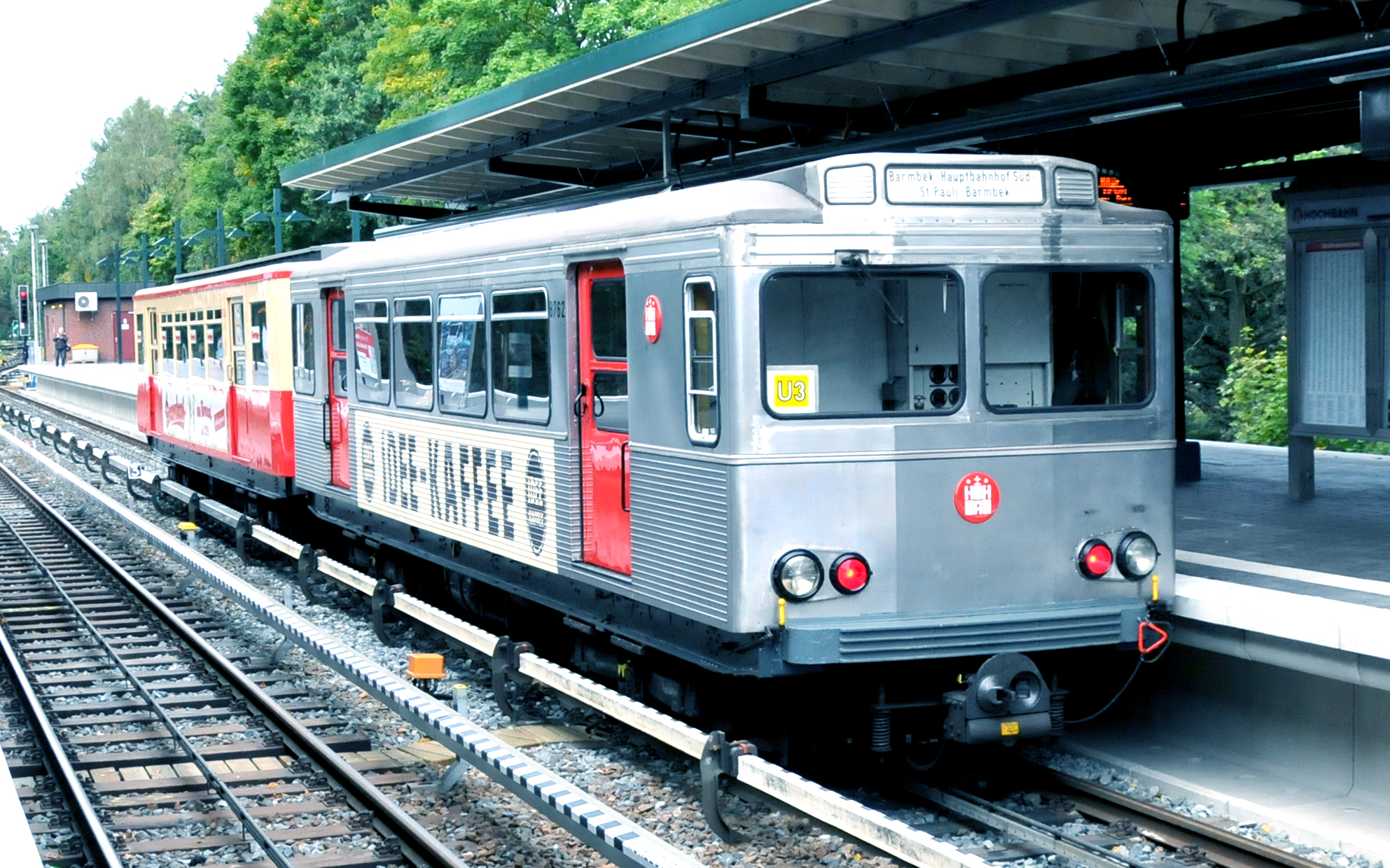
Umbauwagen TU2

Während der Kriegsereignisse waren viele Triebwagen durch Bombeneinwirkung mehr oder weniger stark beschädigt worden und teilweise nicht mehr einsatzfähig. Um einen vollständigen Betrieb nach Kriegsende wieder aufnehmen zu können, entschloss sich die HHA die Überreste von 118 Triebwagen, deren Rahmen, Drehgestelle und Fahrmotoren erhalten waren, wieder aufzubauen und dies analog zur 15. Lieferung vorzunehmen. Dazu mussten die alten Rahmen verlängert werden, um den neuen 13,5 Meter langen Wagenkasten mit Laternendach aufzunehmen. Der erste Probewagen in Ganzstahlbauweise mit 2,57 Meter Breite kam 1947 in den Betriebsdienst zurück. Zur Unterscheidung der Wagentypen bekamen alle umgebauten Wagen die Bezeichnung B-Wagen, während die alten T-Wagen nun als A-Wagen liefen. Die restlichen 117 Umbauten wurden bis 1953 von der HHA-Werkstatt und zwei weiteren Waggonfabriken entsprechend vorgenommen.
Um einen freizügigen Betrieb mit beiden Wagentypen zu ermöglichen, blieb die elektrische Ausrüstung bei allen Fahrzeugen gleich. Eine Kurzkupplung der B-Wagen wurde aber nicht vorgenommen. Dagegen erhielten alle Umbauten die pneumatischen Türschließer der 15. Serie. Zur besseren Belüftung wurden 1954 die Seitenfenster der B-Wagen sowie der 14 Probewagen mit Fensterklappen nachgerüstet. Acht Wagen der letzten Umbauserie erhielten die Firmen Siemens und AEG zur Vorerprobung bei der Entwicklung der neuen DT1. Ab 1955 kamen Geschwindigkeitsmesser bei allen Wagen zum Einbau und ein Kilometerzähler gestattete die genaue Terminüberwachung. Diese war erforderlich, weil nach einer maximalen Laufleistung von 250.000 km eine Hauptuntersuchung zu erfolgen hatte.
Ende der 1950er Jahre stieg der Fahrzeugbedarf wegen der im Bau befindlichen Neubaustrecken und der notwendigen Verstärkung der Züge auf 8 Wagen im Berufsverkehr. Trotz der bereits angelaufenen Auslieferung der neuen DT1-Fahrzeuge sollte ein Reservebestand an alten Wagen erhalten werden, weshalb weitere A-Wagen der 9. bis 13. Lieferung trotz ihres Alters von 30 Jahren ertüchtigt wurden. Zwischen 1959 und 1961 baute die eigene Werkstatt bei 102 dieser Fahrzeuge ein neues Holzgerippe auf und beplankte den Wagenkasten außen mit 0,8 mm dünnem Blech aus nichtrostendem Stahl. Dadurch konnte bis auf die Türen ein Außenanstrich unterbleiben, weshalb diese Fahrzeuge von den Fahrgästen als „Silberlinge“ bezeichnet wurden. Markantes Merkmal waren die zwei großen neuen Stirnfenster für den Fahrer. Mit der Vergrößerung der Fahrerkabine auf die Fahrzeugbreite bekam der Fahrer an beiden Seiten ein Übersetzfenster. Der Lüftungskasten im Dach endete am Kopf mit dem beleuchteten Zielbandkasten und den daneben liegenden Lufteintrittsöffnungen. Als Material für das Dach kam ein neues Kunststoffmaterial (MIPOLAM) zum Einsatz. Die Inneneinrichtung wurde komplett erneuert mit glasfaserverstärkten Kunststoffschalensitzen.
Zur weiteren Unterscheidung wurden die derart neu aufgebauten Triebwagen als TU2-Wagen bezeichnet. Damit einher ging die Umzeichnung der A-Wagen zur Typbezeichnung TU1. Betrieblich konnten alle T- und TU-Wagen untereinander im Mischbetrieb gefahren werden.